# Ilorin
|  | Per a altres significats, vegeu «emirat d'Ilorin». |

Ilorin és una ciutat de Nigèria, capital de l'estat federat de Kwara. El 2010 la població estimada superava el milió d'habitants (1.084.681). La ciutat es troba sobre el principal eix de comunicació entre el nord i el sud del país, i és un tradicional centre de trobada entre la cultura haussa-fulani del nord i la ioruba del sud del país. Disposa d'una important mesquita i tres instituts universitaris. Les indústries tradicionals són les tèxtils i agroalimentàries (tabac). Ilorin posseeix un estadi de 20.000 espectadors, seu dels partits del Kwara United Football Club, que milita en la Premier League nigeriana. Altres esports populars en ciutats són el golf i el beisbol.

## Història
Ilorin va ser fundada per una tribu ioruba, un dels més grans grups ètnics nigerians, al voltant del 1450, en una àrea habitada en majoria per l'ètnia nupe. Ben aviat va esdevenir una important fortalesa militar del potent imperi ioruba d'Oyo, fins al 1817 quan un general, Afonja, amb el suport destacat dels musulmans, es va fer independent a la ciutat i rodalia contribuint a la caiguda de l'Imperi. Afonja va cridar a la gent de la rodalia a anar a viure a Ilorin que va esdevenir una ciutat gran; també va oferir protecció als que fugien de la guerra al nord i als esclaus musulmans, que es van establir a Ilorin fent canviar la composició religiosa de la ciutat. Però els soldats hausses, la major part dels quals eren esclaus alliberats, no obeïen les ordres i quan Afonja els va voler disciplinar es van amotinar i Afonja fou assassinat en el motí, el 1824. El xeic fulani Shehu Alimi que havia ajudat a Afonja a agafar el poder, i era el líder local dels musulmans, amb el suport dels oficials militars oyos que eren musulmans, va exercir llavors com imam i governant de facto i quan va morir poc després (1831) el seu fill Abdusalami fou proclamat emir com a Shehu Alimi, i es va declarar lleial a Osman Dan Fodio, el califa de Sokoto (vegeu Emirat d'Ilorin).
Quan la notícia dels esdeveniments a Ilorin es va estendre per tot el país Oyo, les persones es van sorprendre en sentir que la gent Ilorin havien portat al govern a la família d'un obscur venedor ambulant. Es van formar contingents per anar a sotmetre a Ilorin i foragitar als usurpadors fulanis però cap d'aquests atacs a Ilorin va tenir èxit doncs els contingents estaven mal organitzats, i, d'altra banda, l'antic exèrcit d'Afonja que defensava Ilorin era massa poderós.
Poc anys després la gent d'Ilorin, per tal de garantir una bona protecció per a la seva ciutat van acceptar sortir i conquerir la major part del país ioruba (tot el camí fins a la costa de la mar), i fer de tota ella un imperi musulmà governat des d'Ilorin.
El seu exèrcit va marxar al sud al voltant de 1838, aconseguint la conquesta d'una ciutat darrera una altra, i provocant corrents de refugiats. Fins avui, la majoria dels iorubes encara anomenen a aquesta invasió des d'Ilorin com la invasió fulani del país Ioruba. Però no va ser una invasió fulani sinó un intent per part del poble musulmà predominantment ioruba d'Ilorin per conquerir i islamitzar la resta del país ioruba.
La marxa victoriosa cap al sud va acabar sobtadament el 1840. Els refugiats que s'havien reunit al poble egba d'Ibadan havien convertit a aquesta població ràpidament en una gran ciutat. El seu exèrcit va marxar a l'encontre dels atacants i es va trobar amb l'exèrcit d'Ilorin a Oshogbo el 1840, i els va destruir totalment, capturant de molts dels seus comandants. A partir de llavors Ilorin mai més es va atrevir a enfrontar a l'exèrcit d'Ibadan en batalla.
En els anys següents, Ibadan es va convertir en l'estat més poderós de Iorubalàndia, i va establir el control sobre la vall d'Oshun, Ife, Ijesa, Ekiti, Akoko, Igbomina i parts d'Iyagba. Ilorin va seguir tenint ambicions per controlar un territori en el seu veïnatge immediat - concretament Igbomina i Ibolo (especialment Offa) - però temien a Ibadan. El 1877, Ekiti, Ijesa, Igbomina i Akoko es van rebel·lar contra el govern d'Ibadan, i va començar la Guerra de Kiriji, mantenint Ibadan tots aquests pobles ocupats fins a 1893. Ilorin es va aprofitar d'això i va existir un cert control sobre parts febles d'Igbomina i Ibolo.
No obstant això, al país d'Ilorin en si mateix, un emirat no podia desenvolupar-se; els poderosos caps de guerra ioruba d'Ilorin volien restablir el sistema polític tradicional ioruba pel qual els caps d'un regne seleccionaven al seu rei. Els emirs van resistir. Abans de 1895, els caps estaven guanyant la partida, una situació que va obligar a l'emir Momoh (Momah) a suïcidar-se el 1896 després d'incendiar el seu palau. Els caps victoriosos van instal·lar a Sulaiman com emir.
Aquesta era la situació quan les forces de la Companyia Reial del Níger van arribar i van conquistar Ilorin el 1897. Les forces de la Companyia van trobar una feble resistència i van aixafar fàcilment les tropes Ilorin mal preparades. L'Emir d'Ilorin mateix va fugir a Ogidi a l'oest d'Ilorin on es va refugiar. Més tard, quan va tornar, va haver d'actuar amb molt de tacte en aquestes circumstàncies. Va donar la benvinguda als comandants de les tropes invasores i va fer un emotiu discurs en què va reconèixer la seva superioritat militar. També va afirmar que, com a musulmans, el poble d'Ilorin acceptava sense reserves el mandat alcorànic d'Allah que dona poder a qui li plau i treu el poder de qui li plau. Per tant, l'emir va assegurar als conqueridors la cooperació d'Ilorin. Goldie, el cap de les forces britàniques, en resposta a aquest gest de bona voluntat proclamant el reconeixement de la Companyia, va reconèixer i acceptar a Oba Suleiman com Emir d'Ilorin i com sobirà sobre tot el territori sota la seva autoritat abans de la invasió. Un tractat a aquest efecte es va signar entre l'emir i la Companyia Reial del Níger pel qual l'emir es va convertir en vassall de la Companyia, amb efectes a partir de febrer 1897. La introducció de l'administració provincial va donar a llum a la creació de la província d'Ilorin i la Província del Níger Mitjà.
La Companyia fou suprimida el 28 de desembre de 1899 i va cedir els seus dominis a Gran Bretanya el 1900 a canvi de diners i certes concessions; els britànics la van incloure en el protectorat de Nigèria del Nord (tot i que Ilorin estava al sud del Niger). El 1901, la província del Níger Mitjà es va dividir en dos, de manera que el component Nupe va formar una província separada anomenada Província Níger, mentre que les restants terres Kabba, Kakanda i Oworo es van constituir en el que va ser la província de Kabba a partir d'aquest moment. En els anys que van seguir, van ser els britànics els que va establir Ilorin com un emirat de ple dret, de manera que l'emir d'Ilorin va quedar en la mateixa posició que els emirs del país haussa. L'emir es va aprofitar d'això per establir tota mena de control del Emirat sobre Ibolo i el nord d'Igbomina.